# De profundis (Oscar Wilde)
De Profundis (traduzione dal latino: Dal profondo o Dalle profondità) è una lunga lettera che Oscar Wilde (1854-1900) scrisse nel 1897, durante la sua reclusione al carcere di Reading, a "Bosie", il suo amante Lord Alfred Douglas, dopo essere stato condannato per "gross indecency", il reato che criminalizzava l'attività sessuale tra maschi adulti.
Nella prima metà, Wilde racconta la precedente relazione e lo stravagante stile di vita intercorso tra loro due, che lo condusse alla totale rovina e all'incarcerazione. Egli incolpa di ciò sia la vanità del giovane aristocratico che la propria debolezza nel non saper porre un limite alle richieste dell'ingrato amante. Nella seconda parte, Wilde traccia il proprio cammino spirituale in prigionia e l'identificazione con Gesù Cristo, da lui rappresentato come un artista romantico e individualista. L'epistola inizia con le parole "Caro Bosie" e termina con "Il tuo affezionato amico".
Wilde scrisse la lettera tra il gennaio e il marzo 1897, verso la fine del periodo trascorso imprigionato. Gli incontri tra i due erano cessati e Wilde soffriva per il controllo carcerario, il lavoro fisico forzato, l'isolamento emotivo che subiva. Nelson, il nuovo direttore del carcere, pensava che lo scrivere potesse essergli più catartico che il lavoro carcerario. Benché non gli fosse permesso di spedire la lunga lettera al destinatario, gli venne concesso di scriverla per "scopo medico". Ogni pagina, una volta completata, gli veniva sottratta, e solo alla fine poté leggerla per intero e operare la revisione del testo. Nelson consegnò la lettera a Wilde al suo rilascio, il 18 maggio 1897.

## Titolo
Tratto dall'incipit del Salmo 130 (o 129, secondo la numerazione della Vulgata della Bibbia), il titolo fu scelto da Robert Ross, l'amico ed esecutore delle sue volontà, a cui Wilde consegnò il manoscritto. Wilde lo aveva intitolato invece “Epistola: in Carcere et Vinculis”.

## Il testo
La lettera risale ai primi mesi del 1897, anno in cui Wilde si trovava nella HM Prison Reading, scontando una pena di due anni ai lavori forzati per il reato di sodomia. È durante le interminabili giornate in carcere che egli decide la sua stesura, poiché come scriverà lo stesso Wilde: "Noi che siamo in carcere, e nelle cui esistenze non c'è nessun avvenimento, eccetto il dolore, dobbiamo misurare il tempo con i palpiti della sofferenza e la ricapitolazione dei momenti amari".

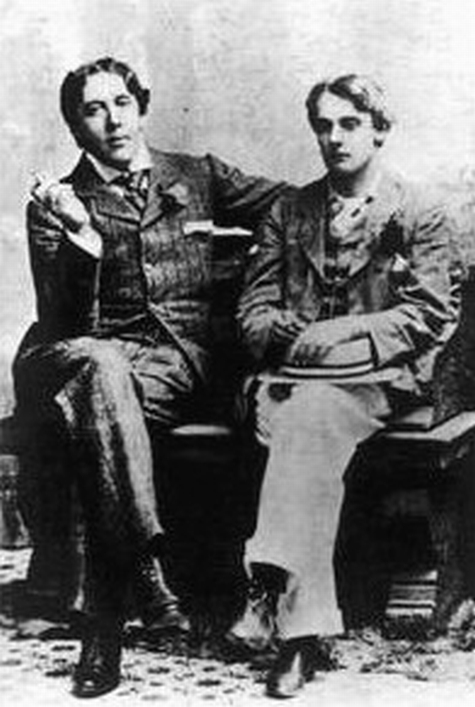
Oscar Wilde insieme ad Alfred Douglas nel 1893

Pensieri, rimembranze, ossessioni ed evoluzioni intellettuali caratterizzarono ed accompagnarono la sua permanenza in carcere. Attraverso la propria erudizione, ripercorre passo a passo gli avvenimenti della propria vita di scrittore, dagli esordi della sua relazione con il narciso Alfred Douglas, passando per le sue umilianti esperienze processuali durante lo scandalo sessuale che lo fece condannare per omosessualità.
Il fine dell'epistola è essenzialmente apologetico, ma apparentemente pedagogico nei riguardi del giovane Lord Alfred Douglas. Wilde intende portare la coscienza del giovane, tanto atrofizzata da quella totale mancanza di immaginazione (evidenziata più volte dallo scrittore nel corpus della lettera) e annebbiata da quell'ate (accecamento) proveniente da un odio, che fa le veci di un "padrone indulgente", ad uno stadio di maturazione e comprensione. Affermerà Wilde ad inizio epistola, riferendosi a Lord Douglas: "Non dubito che in questa lettera [...] vi sarà molto che ferirà nel vivo la tua vanità. In questo caso, leggi e rileggi questa lettera finché la tua vanità sarà morta del tutto. Se vi troverai in essa qualche cosa di cui ti riterrai accusato ingiustamente, ricorda che bisognerebbe essere grati per ogni colpa di cui si è accusati ingiustamente. Se vi sarà in essa un solo passo che porterà lacrime ai tuoi occhi, piangi, come piangiamo noi in carcere, dove per le lacrime non esiste distinzione tra il giorno e la notte. Sarà la sola cosa che potrà salvarti".
Nella prima parte del testo Wilde si pone come obiettivo quello di spiegare le grandi differenze comportamentali tra se stesso e Douglas; infatti nonostante i due provengano dalla stessa classe sociale, il loro modo di confrontarsi con la vita è molto diverso. Oscar ha frequentato l'Università a pieni voti, Douglas è stato invece “pigro a scuola, peggio che pigro all'Università”.
Tra le grandi e profonde differenze intellettuali e comportamentali dei due protagonisti del De Profundis vi sono inoltre la natura gentile e aderente all'amore di Wilde, in contrapposizione a quella violenta, a volte volgare, e dominata dall'odio di Lord Douglas; l'innata erudizione e tendenza all'"arte come filosofia e alla filosofia come arte" del genio sorprendente di Wilde, in contrasto con la sterile immaginazione e cultura del vanitoso Douglas, che tanto interferì nella produzione artistica dello scrittore e dilaniò la sua vocazione all'arte nei periodi in cui i due si frequentarono assiduamente, che il tempo che Wilde trascorreva con il giovane si dimostrò "infruttuoso". Douglas era solito tra l'altro seguire Wilde nelle sue occasioni mondane, godere della sua fama, ma soprattutto del suo patrimonio, dal quale attingeva assiduamente somme enormi di denaro, spesso senza alcun riguardo e avvertimento.
Attraverso parole amare, ma sagge, Wilde non smette un attimo di rimproverarsi le debolezze dimostrate in ogni occasione nei riguardi di Alfred, che insaziabile di piaceri e sfarzi superflui e colmo di presunzione ed arroganza, non fu solo fautore della sua incarcerazione, ma anche della bancarotta che segnò un periodo di povertà fino alla fine dei suoi giorni.
I momenti trascorsi con Alfred sono quindi sterili e improduttivi: al ragazzo non importa il genio di Wilde, tanto che raramente i due si trovarono a parlare per più di cinque minuti di argomenti degni di trattazione, a lui preme solamente di andare a consumare la prima colazione al Café Royal o da Berkeley, pranzare al Savoy o a Tite Street, cenare infine da Willies, locali dell'epoca naturalmente esclusivi e dei cui conti indubbiamente si occupava Wilde.
Quest'ultimo decide, come spiegherà espressamente nella lettera, di tagliare ogni legame con il giovane, prevedendo il buio baratro in cui lo trascinerà più avanti il ragazzo, come però si può intuire, non ne sarà mai definitivamente capace, a causa della sua natura alquanto generosa e altruista. Nel corso del lungo arco di tempo in cui i due si incontrarono, si alternano periodi di circa tre mesi, in cui la pace padroneggia anche se non totalmente, e successivi litigi accompagnati da scenate pubbliche "volgari" ed oltremodo "violente" da parte del giovine nei confronti dell'illustre scrittore. Altra figura, che si mostrò in tutta la propria malvagità, ignoranza e rozzezza, fu quella del marchese di Queensberry, nonché padre del narciso Lord Douglas. La presenza di quest'uomo fu determinante per la rovina di Wilde. Fu questi infatti ad accusarlo di sodomia, perseguitandolo e minacciandolo. Famoso è il biglietto lasciato dal marchese nel club di Wilde: "Ad Oscar Wilde, che si atteggia a sodomita".
Wilde si trovò così ad essere non solo oggetto, ma anche vittima, della continua lotta che caratterizzava Lord Douglas e il padre. Il giovane sacrificò e strumentalizzò, accecato dall'odio, la vita di colui che più lo aveva seguito, amato e perdonato nel corso della sua vita, Wilde, per una causa in cui non credeva davvero, ma che perseguiva egoisticamente.
Oscar, adesso in prigione, comprende che sarebbe stato meglio per lui se non fosse mai entrato nel mezzo ai continui problemi tra Douglas e suo padre: John Sholto Douglas, Nono Marchese di Queensberry. Alfred era diventato sempre più un concentrato di odio e vanità e obbliga Wilde a fare causa al suo stesso padre, elemento che poi si ritorcerà contro di lui, sfociando nell'incarcerazione. In carcere Oscar si renderà finalmente conto di come la sua vita sia stata un giocattolo nelle mani di questo ragazzo e i tre anni passati insieme gli siano stati fatali oltre al fatto che la sorte abbia creato diversi destini per i due aristocratici:
“A te [Alfred] sono toccati in sorte libertà, piaceri, divertimenti, una vita di agi; e tu non ne sei degno. A me è toccato un destino di pubblica infamia, una lunga prigionia, e infelicità, rovina, disonore; e di questo, nemmeno io sono degno; non ancora per lo meno.”
Wilde ha avuto le sue illusioni, avrebbe voluto una vita come “una commedia brillante” e che Douglas diventasse uno dei suoi molti affascinanti personaggi; ma niente di tutto ciò è avvenuto e solo in prigione egli capisce quanto abbia sbagliato. Egli ha sempre e solo vissuto per il piacere e per la perfezione, il dolore lo ha evitato in ogni momento fino a quando, in cella, ne comprende la vera essenza: “Il dolore è la suprema emozione di cui l'uomo è capace”.
La lettera che Wilde sta scrivendo è la confessione di tutti i peccati commessi (significativo il passo: “Il Credo di Cristo non ammette dubbi e che sia il vero Credo io non ho dubbi. Naturalmente il peccatore deve pentirsi. Ma perché? Semplicemente perché altrimenti sarebbe incapace di capire quanto ha fatto. Il momento della contrizione è il momento dell'iniziazione. Di più: è lo strumento con cui muta il proprio passato.”), ma è anche un continuo rimprovero all'atteggiamento di Douglas, che proprio nel momento del bisogno scompare e addirittura tenta di pubblicare alcune lettere private inviategli da Wilde, solo per trarne profitto.
Due anni sono tanti da passare in prigione ed egli li passa aprendo il suo cuore e continuando a sperare in un riavvicinamento con il suo amato, ma la tristezza di questa situazione è che l'amore che Wilde prova per Alfred non potrà mai equiparare quello del giovane verso di lui, ciò pare non turbare l'animo dello scrittore il quale pensa per lo più a una possibile risposta alla lettera e soprattutto a un incontro fuori dal carcere.
Tutto ciò che succederà quando uscirà non gli interessa, sa che sarà pieno di debiti e non sarà più invitato alle grandi cene. Ma cosa sono queste cose davanti all'Amore? Wilde afferma e sottolinea che non gli si possono chiudere per sempre le porte in faccia, è per questo che vuole rivederlo, anche se lontano da occhi indiscreti.
La cosa più struggente è leggere nell'introduzione che Alfred negherà di aver mai ricevuto questa lettera. Tuttavia, dopo che Oscar viene scarcerato, i due non possono fare a meno di cercarsi così riprendono la loro relazione per breve tempo, in Italia, in sordina. Quando però le rispettive famiglie vengono a conoscenza di questo, impongono il proprio dissenso alla relazione, ancora una volta, minacciando di togliere ai due la sussistenza economica (ed è chiaro che Wilde, uscito dal carcere e senza alcun avere, non può permettersi di perdere persino quel po' di denaro passatogli dalla moglie).
Quando Wilde alla fine deciderà di non volerlo vedere mai più, descriverà i loro incontri come «the most bitter experience of a bitter life» («l'esperienza più amara di un'amara vita»).
La lettera si conclude con un consiglio per Alfred ovvero quello di non aver paura del passato, ciò che è meglio fare è accettarlo e andare avanti. Oscar termina presentandosi, anzi salutandosi, come il maestro di Alfred, un maestro che forse ancora non gli ha insegnato tutto della vita ma che sicuramente con questa lettera gli ha descritto il significato del dolore, che a volte può presentare persino aspetti positivi. Ad esempio, accennando a quanto sostenevano alcuni filosofi greci (e cioè che “Neanche gli dei possono mutare il passato”) Wilde controbatte affermando che “Cristo dimostrò che il più comune peccatore poteva farlo, che anzi era l'unica cosa che egli sapesse fare” e, concludendo il suo pensiero, “È difficile, per la maggior parte della gente, afferrare quest'idea. Oso dire che occorre andare in carcere per capirla bene. In tal caso, forse, vale la pena d'andarvi”, riesce quindi a trovare qualcosa di positivo anche nella dolorosa esperienza passata in prigione.
La lettera attraversa quindi diversi temi, dal pentimento, un primo passo per trasformare il proprio passato, al rimprovero verso il suo amante, fino a mostrarsi come missiva di perdono e di amore (pur se poco ricambiato).

## La pubblicazione
Dopo la sua scarcerazione, Wilde affidò il manoscritto della missiva, col titolo latino Epistola: In Carcere et Vinculis (traduzione letterale: epistola: in carcere e in catene), a Robert Ross - un altro ex amante, leale amico e rivale di "Bosie" - pregandolo di farne due copie, una delle quali avrebbe dovuto essere spedita a Douglas. Ross pubblicò il testo nel 1905, cinque anni dopo la morte di Wilde, col titolo De Profundis, ma incompleto. Il testo fu censurato da Ross, che espunse qualsiasi elemento autobiografico, o allusioni alla famiglia Queensberry. Una nuova versione, leggermente accresciuta, uscì nel 1908, assieme a due lettere scritte dall'ex detenuto Wilde all'editore del giornale "Daily Chronicle". Intanto, Ross aveva donato al British Museum il manoscritto del De Profundis, ma alla condizione che il testo integrale non sarebbe stato reso noto prima del 1960.
Quando nel 1913 Douglas denunciò per diffamazione lo scrittore Arthur Ransome - per averlo accusato, in una biografia dedicata ad Oscar Wilde, di essere stato la causa della rovina del poeta irlandese - alcuni brani dell'epistola riguardanti Bosie vennero pubblicati sul "London Press", e Douglas perse la causa. Dapprima, egli dichiarò di avere ricevuto una copia del manoscritto, ma di averla gettata nel fuoco, per poi contraddirsi, affermando di non avere mai ricevuto nulla. In seguito, Ross fece pubblicare altri brani inediti.
Nel 1947, grazie al figlio di Wilde, Vyvyan Holland, il De Profundis fu pubblicato in una versione che si credeva integrale. Holland però si era basato sul dattiloscritto lasciatogli in eredità da Robert Ross, il quale conteneva diversi errori, correzioni e rimaneggiamenti dello stesso Ross ed alcune omissioni. Soltanto nel 1962, grazie al minuzioso lavoro dello studioso Rupert Hart-Davis, il quale prese in esame il manoscritto depositato al British Museum, la lunga e meravigliosa epistola di Wilde poté finalmente essere letta nella sua versione integrale e corretta, inserita nel volume The Letters of Oscar Wilde.
Nel 2000, il British Museum ha pubblicato un facsimile del manoscritto originale.

## Edizioni
- (EN) Oscar Wilde, De Profundis, New York and London, Putnam's Sons, 1905. URL consultato il 16 aprile 2015.
- De Profundis, traduzione di Oreste Del Buono, Milano, Mondadori, 1958.
- De Profundis, traduzione di Camilla Salvago Raggi, Introduzione di Jacques Barzun, Collana UEF n.521, Milano, Feltrinelli, febbraio 1966.
- De Profundis, traduzione di Patrizia Collesi, Introduzione di Guido Bulla, Collana Tascabili Economici n.156, Roma, Newton, 1994, ISBN 978-88-798-3494-0.
- De Profundis, traduzione di Nicoletta Della Casa Porta, Collezione Acquarelli n.152, Bussolengo, Demetra, 1997, ISBN 978-88-440-1178-9.
- De Profundis, a cura di Luca Scarlini, Collana Grandi Classici, Milano, BUR-Rizzoli, 2011, ISBN 978-88-170-4629-9.